# Allen Montgomery Lewis
Allen Montgomery Lewis (26. října 1909, Castries – 18. února 1993) byl advokát a státní úředník Svaté Lucie, který v letech 1979 až 1980 a opět v období od roku 1982 do roku 1987 zastával funkci generálního guvernéra Svaté Lucie.

## Životopis
Allen Montgomery Lewis se narodil v Castries dne 26. října 1909. Nejdříve navštěvoval Infant and Primary School a Saint Mary's College v Castries. Poté studoval právo na Londýnské univerzitě. V roce 1941 se stal členem městské rady v Castries a šestkrát působil jako její předseda. Patřil mezi zakladatele Labouristické strany Svaté Lucie. Ta byla založena roku 1950 a Lewis se stal jejím prvním předsedou. V letech 1943 až 1951 působil v zákonodárné radě a v letech 1958 až 1959 byl senátorem Federálního parlamentu Západoindické federace.
Kromě politické kariéry, budoval Lewis i kariéru právnickou. V letech 1962 až 1967 působil jako soudce Odvolacího soudu Jamajky a byl prvním hlavním soudcem Nejvyššího soudu sdružených států Západní Indie. Tuto funkci zastával v letech 1967 až 1972. V roce 1975 se stal kancléřem University of the West Indies.
V roce 1972 se vrátil na Svatou Lucii, kde dva roky strávil budováním společnosti National Development Corporation, která měla zajistit ekonomický rozvoj ostrova. Poté byl jmenován guvernérem Svaté Lucie. Po osamostatnění Svaté Lucie působil od roku 1979 jako generální guvernér Svaté Lucie. Tuto funkci nejdříve zastával v období od 22. února 1979 do 19. června 1980. Podruhé byl generálním guvernérem v období od 13. prosince 1982 do 30. dubna 1987.
Jeho bratr, William Arthur Lewis, získal Nobelovu cenu za ekonomii.

## Vyznamenání
- Korunovační medaile Alžběty II. – Spojené království, 1953
- Knight Bachelor – 1968
- rytíř velkokříže Řádu svatého Michala a svatého Jiří – 1979
- rytíř velkokříže Královského řádu Viktoriina – 1985
- čestný doktor práv na University of the West Indies – 1974